# Superpuchar Polski 2021
La Supercoppa di Polonia 2021 è stata la 30ª edizione della Superpuchar Polski, che si è svolta il 17 luglio 2021 tra il Legia Varsavia, vincitore del campionato, e il Raków Częstochowa vincitore della coppa nazionale. Il Raków Częstochowa ha conquistato il trofeo per la prima volta nella sua storia.

## Le squadre
| Squadre           | Qualificazione                           | Partecipazioni precedenti (il grassetto indica la vittoria)                             |
| ----------------- | ---------------------------------------- | --------------------------------------------------------------------------------------- |
| Legia Varsavia    | Vincitore della Ekstraklasa 2020-2021    | 14 (1989, 1990, 1994, 1995, 1997, 2006, 2008, 2012, 2014, 2015, 2016, 2017, 2018, 2020) |
| Raków Częstochowa | Vincitrice della Puchar Polski 2020-2021 | Esordiente                                                                              |

## Tabellino
| Arbitro: | Sylwestrzak (Breslavia) |

|                                              |                      |                                  |
| Emreli 90+3’                                 | Marcatori            | 10’ Tudor                        |
| Pekhart Kapustka Emreli Juranović Mladenović | Tiri di rigore 3 – 4 | Petrášek Ivi Arsenić Arak Rundić |